# Faun Werke AG
 (septembre 2021).
Si vous disposez d'ouvrages ou d'articles de référence ou si vous connaissez des sites web de qualité traitant du thème abordé ici, merci de compléter l'article en donnant les références utiles à sa vérifiabilité et en les liant à la section « Notes et références ».
À ne pas confondre avec Faun Environnement, constructeur de matériels de ramassage d'ordures ménagères.
Pour les articles homonymes, voir Faun (homonymie).

FAUN Werke AG était une entreprise allemande fabriquant notamment des engins de chantier, camions et engins de terrassements, Dumpers et pelles mécaniques et des grues sur camion. Son siège se trouvait à Osterholz-Scharmbeck, en Basse-Saxe. À la suite de difficultés financières, la famille Schmidt, propriétaire du groupe, a vendu, en 1986, la branche matériel de TP à O&K  lui même racheté par Fiat Industrial en 1999 et, en 1990 la branche grues sur camions au japonais Tadano Ltd.

## Histoire du groupe
À l'origine, Justus Christian Braun crée sa propre fonderie en 1845 à Nuremberg. L'entreprise produisait toutes sortes de pièces moulées en laiton, dont des cloches. À partir de 1860, elle se spécialise dans système d'extinction d'incendie en réalisant des camions de pompiers avec lesquels Braun connait un certain succès commercial.
En 1890, Les fils de Justus Braun, Christian Sigmund et Johann Friedrich Emanuel, transforment l'entreprise familiale en société par actions.
Le premier véhicule destiné à la collecte des ordures est fabriqué en 1897 ; puis, en 1908, la société lance ses premiers véhicules destinés au nettoyage des rues en même temps qu'à la collecte des ordures.
À partir de 1906, l'entreprise se consacre à la fabrication de véhicules de lutte contre l'incendie à moteur et d'autres véhicules utilitaires. En 1909, Faun rachète le constructeur automobile allemand Maurer-Union, en faillite. Maurer-Union produisait des automobiles et des camions. En 1911, l'entreprise connaît de sérieuses difficultés financières et ne peut s'en sortir qu'avec l'apport en capital du fabricant britannique de vélos et de motos "The Premier Cycle Company Ltd.", qui possède une succursale à Nuremberg-Doos. L'entreprise est alors renommée Justus Christian Braun-Premier-Werke AG.
En 1913, la société dépose le bilan et est gérée par un administrateur de faillite jusqu'à la fin de la Première Guerre mondiale. En 1914, toute la production est transférée dans l'usine Karl Schmidt de Nuremberg qui fusionne, en 1017 avec la société d'automobiles d'Ansbach AG pour donner naissance à F.ahrzeugfabriken A.nsbach u nd N.ürnberg AG, raison sociale abrégée FAUN Werke AG depuis 1920.
Pendant la Seconde Guerre mondiale, l'usine FAUN va subir de graves dommages et ce n'est qu'en 1946 que la production reprend.
A la fin des années 1960, le succès de FAUN avec les poids lourds long-courriers décline. Les petits producteurs tels que FAUN ou Kaelble ne peuvent plus rivaliser avec les grandes entreprises telles que les allemands MAN, Magirus-Deutz ou Mercedes-Benz et les étrangers Fiat V.I. et renoncent à construire des camions conventionnels. FAUN a également arrêté sa production d'autobus et passe, à partir de 1969, à la conception et construction de véhicules spéciaux fabriqués en très petit nombre : camions pour transports exceptionnels, camions de pompiers et d'aéroport, grues mobiles.
En 1969, le constructeur allemand de camions en difficulté Büssing AG s'allie avec son principal client, son compatriote MAN (qui le rachètera en 1971), vend son usine d'Osterholz-Scharmbeck à FAUN Werke AG. En 1973, la production de camions pour ordures ménagères est délocalisée à Osterholz-Scharmbeck.
Au milieu des années 1970, FAUN était un des principaux fournisseurs de camions tracteurs routiers à l'Union soviétique dans le cadre du projet Delta : pour le développement de champs pétrolifères en Sibérie, pour la construction de l'autoroute Baïkal-Amour et pour des projets industriels. L'Union soviétique avait besoin de tracteurs tout-terrain lourds et extrêmement robustes avec des remorques surbaissées. FAUN a livré les modèles de tracteurs se semi-remorques 86 HZ 34.30 / 41 équipés du moteur V12 Deutz développant 326 ch. FAUN a livré au total 254 tracteurs à l'URSS, le dernier en 1989.
Avec le rachat de Frisch GmbH en 1977, FAUN était en mesure d'offrir à ses clients toute une gamme de modèles de chargeuses sur pneus et de niveleuses. En outre, il y avait six modèles de pelles hydrauliques différents. Avec le rachat de la production Eaton-Yale, FAUN a également engagé la production des grandes chargeuses sur pneus Trojan à partir de 1979.
En 1983, FAUN rachète KUKA Umwelttechnik GmbH et ses célèbres tambours rotatifs pour camions à ordures et, plus tard la société suisse J. Ochsner AG et le français Grange SAde. Au milieu des années 80, FAUN est en mesure de proposer à ses clients une large gamme de véhicules et de machines mais la division engins de chantier n'a pas répondu aux attentes en raison de l'instabilité des marchés en Europe et de la concurrence croissante des constructeurs asiatiques. FAUN-Werke va changer plusieurs fois de forme juridique (KG ou GmbH et Co. KG) mais restera toujours la possession de la famille Schmidt. En 1984, le groupe est transformé en société par actions. Le fabricant de machines de construction O&K, qui appartient au groupe Hoesch, a racheté la division engins de TP de FAUN en 1986. La division des véhicules municipaux avec l'usine d'Osterholz-Scharmbeck en a été exclue et sa raison sociale devient FAUN-KUKA avant d'être vendue au groupe Kirchhoff en 1994. Sa dénomination devient alors FAUN Umwelttechnik GmbH & Co. KG un an plus tard. O&K a conservé la division des machines de construction mais se sépare du reste de l'entreprise, grues sur camion, en 1990, revendue au constructeur japonais de grues mobiles Tadano Ltd. La production et la vente de grues mobiles relèvent désormais de la société Tadano FAUN GmbH depuis 2012.
En 1998, le groupe Fiat Industrial rachète O&K et l'intègre à sa filiale construction CNH Global.